# Robert Charpentier
Robert Charpentier (Saint-Geours-de-Maremne, 4 de abril de 1916-Issy-les-Moulineaux, 29 de octubre de 1966) fue un deportista francés que compitió en ciclismo en las modalidades de ruta y pista.
Participó en los Juegos Olímpicos de Berlín 1936, obteniendo tres medallas, dos oros en ruta y oro en pista. Ganó una medalla de plata en el Campeonato Mundial de Ciclismo en Ruta de 1935.

## Medallero internacional
| Juegos Olímpicos   | Juegos Olímpicos   | Juegos Olímpicos | Juegos Olímpicos |
| Año                | Lugar              | Medalla          | Competición      |
| ------------------ | ------------------ | ---------------- | ---------------- |
| 1936               | Berlín (Alemania)  | Medalla de oro   | Ruta individual  |
| 1936               | Berlín (Alemania)  | Medalla de oro   | Ruta por equipos |
| Campeonato Mundial |                    |                  |                  |
| Año                | Lugar              | Medalla          | Competición      |
| 1935               | Floreffe (Bélgica) | Medalla de plata | Ruta (A)         |

| Juegos Olímpicos | Juegos Olímpicos  | Juegos Olímpicos | Juegos Olímpicos        |
| Año              | Lugar             | Medalla          | Competición             |
| ---------------- | ----------------- | ---------------- | ----------------------- |
| 1936             | Berlín (Alemania) | Medalla de oro   | Persecución por equipos |